# Špiljski hramovi u Ajanti
Špilje Ajante (marathi: अजिंठा लेणी, Ajiṇṭhā leni) čini 29 špiljskih hramova isklesanih u stijenama Ajante u dvije faze, u 2. stoljeću pr. Kr. (za dinastije Satavahana) i u 5. stoljeću (za dinastije Vakataka). Oni su isklesani u stijenama klanca "U" oblika rijeke Waguma i u njima se nalaze neke od najljepših budističkih zidnih slika u Indiji. Zato su 1992. godine upisani na UNESCO-ov popis mjesta svjetske baštine u Aziji i Oceaniji.

## Povijest
Ovo područje je od 2. stoljeća pr. Kr. bilo naseljeno budističkim svećenicima koji su ga napustili u 5. stoljeću, zbog napada hinduista. Špiljski hramovi su ostali zaboravljeni i vjerojatno bi potpuno propali da nisu tako zabačeni i skriveni od pogleda.
God. 1819. Britanska vojska je, prilikom lova na tigrove, zabilježila njihovo postojanje, nakon čega je otpočelo njihovo istraživanje. Uskoro su postale slavne po svojoj egzotičnoj lokaciji, impresivnoj arhitekturi, umjentičkim slikama i davno zaboravljenoj povijesti.

## Odlike
Pored raskošno isklesanih portala, svaki hram je iznutra jedinstven i originalan. Obično su malo dulji nego širi i svaki na zidu suprotnom ulazu ima nišu u kojoj se nalazi skulptura Bude.
Većinu hramova (njih 20) dali su simultano isklesati lokalni vladari oko 475. god., uključujući npr. špilju I. koja ima veliku vihara dvoranu (koja je služila za život svećenika) sa svećeničkim sobama i chaitya (hindi za "sveta") sobu s hramom Bude u pozadini. Zidovi glavne dvorane oslikani su u tehnici freske s osnovom urađenom u gipsu. Neke od slika prikazuju epizode iz Budinih života (tzv. "Jataka priče"), dok je ulaz uokviren s dva lika bodisatve. Bodisatve su prosvijetljena bića koja odgađaju nirvanu kako bi pomogli drugima da postignu isto prosvjećenje. Bodisatve se razlikuju od bude jer imaju kraljevski nakit i bogato su opremljeni delikatnim ornamentima. Ovi prikazi su slični starijima (5. st.) iz starog grada Sigiriya na Šri Lanki.
Naturalističko slikanje je u ravnoteži s blago toniranim bojama, a obrisni crtež koji je uvijek presudni element indijskog slikarstva, jasno ocrtava oblike. Tonske gradacije boja na tijelu stvaraju iluziju trodimenzionalnosti. Ova sinteza graciozne božanstvenosti i opipljive ljudskosti je tipična za indijsku umjetnost u razdoblju Gupta (320. – 600.).
- Unutrašnjost hrama
- Budino svetište
- Freska Mahâjanaka Jâtaka (Legenda o Jataki)
- Ljubavnici u hramu II.
- Ulaz u hram IX.

## Poveznice
- Indijska umjetnost
- Indijski hram
- Špilje Ellore
- Špiljski hramovi Elephante

## Vanjske poveznice
- Video špilja na portalu MTDC  Arhivirana inačica izvorne stranice od 28. veljače 2008. (Wayback Machine)